# Nickelodéon (ciné-club)
 (janvier 2022).
Si vous disposez d'ouvrages ou d'articles de référence ou si vous connaissez des sites web de qualité traitant du thème abordé ici, merci de compléter l'article en donnant les références utiles à sa vérifiabilité et en les liant à la section « Notes et références ».
Pour les articles homonymes, voir Nickelodeon.
Le Nickelodéon est un ciné-club universitaire liégeois. Il est animé, entre autres, par des étudiants de la section Cinéma de l'Université de Liège et par le professeur Marc-Emmanuel Mélon. Il a pour but de projeter en 35 mm des films rares ou oubliés de l'histoire du cinéma. Les séances ont lieu tous les jeudis soir. Les projections en 35mm sont abandonnées depuis l'installation d'un matériel de projection numérique.   

## Description
Né d’une initiative du cercle des étudiants liégeois en communication et organisé par l'association Des Images et le service cinéma et arts audiovisuels du département des arts et sciences de la communication de l’université de Liège, le ciné-club Nickelodéon permet de voir ou de revoir sur grand écran le patrimoine cinématographique, les grands films classiques et les films contemporains jamais ou rarement montrés à Liège. Par son optique culturelle et éducative, il se présente comme un lieu d’ouverture et d’échanges où la culture cinématographique, nourrie par la recherche universitaire, est en même temps partagée par tous les cinéphiles.

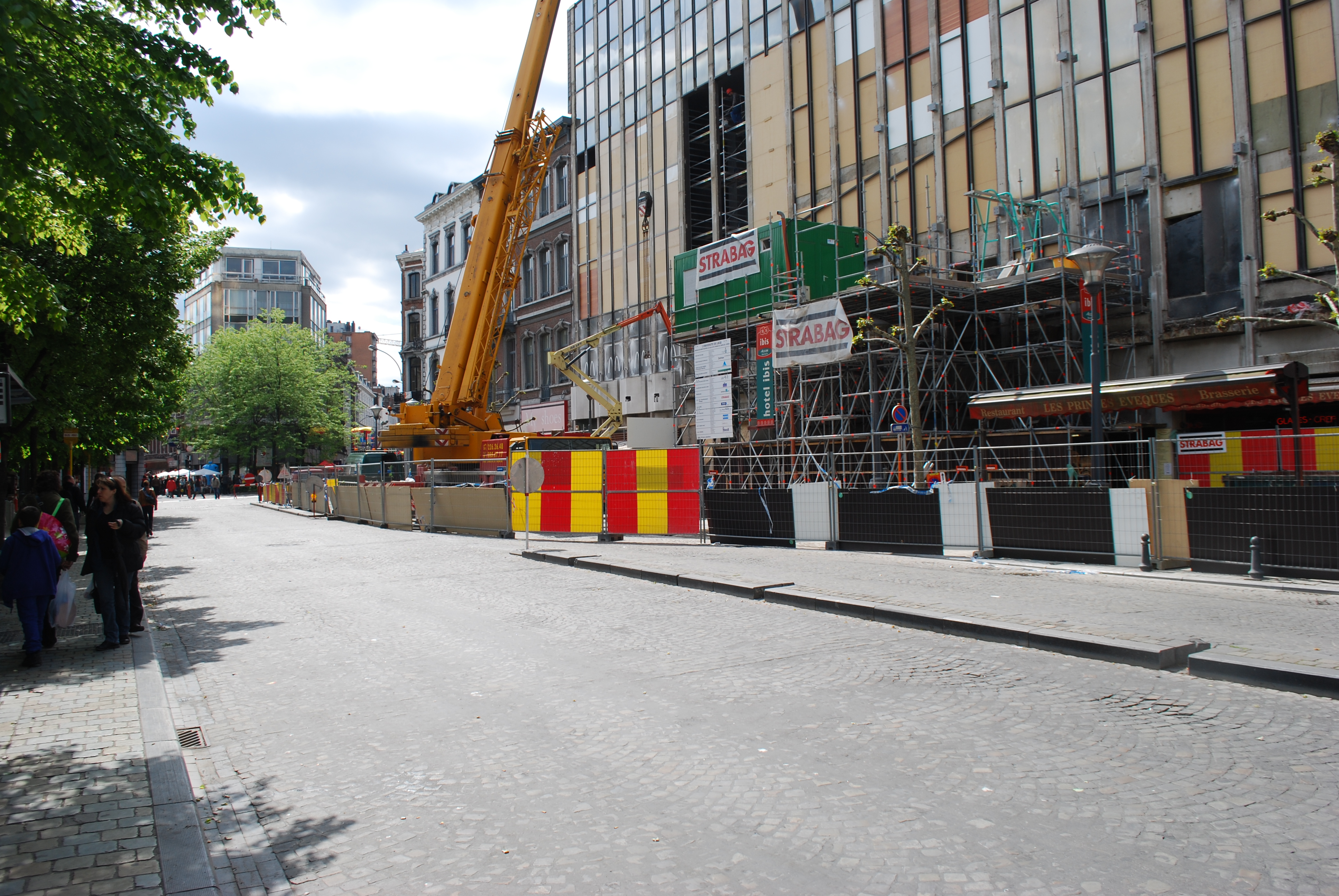
Le complexe Opéra, où se trouvait le cinéma Opéra, en train d'être réaménagé en 2012 pour créer de nouveaux espaces pour l'ULiège, dont la salle Bovy.

Le ciné-club est actif sur le campus du centre-ville de Liège. Les projections principales ont lieu dans la salle Bovy, une salle de cinéma aménagée du complexe ULiège Opéra (une ancienne salle du cinéma Opéra), place de l'Opéra ; ainsi que dans la salle Gothot, plus grande, au sein du bâtiment central de l'université, place du XX Août.